# Yoel Rephaeli
Yoel Rephaeli est un cosmologiste israëlo-américain. Il est professeur de physique à l'Université de Tel Aviv, en Israël. Rephaeli est considéré comme un expert sur le sujet de l'effet Sunyaev-Zel'dovich et de l'astrophysique des amas de galaxies.